# Internationale französische Tennismeisterschaften 1936
Die 41. internationalen französischen Tennismeisterschaften 1936 waren ein Tennis-Sandplatzturnier der Klasse Grand Slam, das von der ILTF veranstaltet wurde. Es fand vom 19. Mai bis 1. Juni 1936 in Roland Garros, Paris, Frankreich statt.

## Herreneinzel
Setzliste
| Nr. | Spieler             | Erreichte Runde |
| --- | ------------------- | --------------- |
| 01. | Fred Perry          | Finale          |
| 02. | Gottfried von Cramm | Sieg            |
| 03. | Bunny Austin        | Viertelfinale   |
| 04. | Christian Boussus   | Halbfinale      |
| 05. | Henner Henkel       | 3. Runde        |
| 06. | Marcel Bernard      | Halbfinale      |
| 07. | Bernard Destremau   | Viertelfinale   |
| 08. | Kho Sin-Kie         | Achtelfinale    |

| Nr. | Spieler                   | Erreichte Runde |
| --- | ------------------------- | --------------- |
| 09. | Kai Lund                  | 3. Runde        |
| 10. | Frank Herbert David Wilde | 2. Runde        |
| 11. | Dragutin Mitić            | 1. Runde        |
| 12. | Charles Edgar Hare        | Achtelfinale    |
| 13. | Adam Baworowski           | Achtelfinale    |
| 14. | Georg von Metaxa          | 3. Runde        |
| 15. | Jacques Brugnon           | 2. Runde        |
| 16. | Andrú Martin-Legeay       | Achtelfinale    |

## Dameneinzel
Setzliste
| Nr. | Spielerin            | Erreichte Runde |
| --- | -------------------- | --------------- |
| 01. | Hilde Sperling       | Sieg            |
| 02. | Simonne Mathieu      | Finale          |
| 03. | Margaret Scriven     | 2. Runde        |
| 04. | Jadwiga Jędrzejowska | Achtelfinale    |

| Nr. | Spielerin            | Erreichte Runde |
| --- | -------------------- | --------------- |
| 05. | Simone Iribarne      | Viertelfinale   |
| 06. | Rollin Couquerque    | 2. Runde        |
| 07. | Nelly Adamson        | Viertelfinale   |
| 08. | Sylvia Jung Henrotin | Viertelfinale   |